# Toxicology
Toxicology  est une revue scientifique à comité de lecture qui publie des articles de recherches concernant la toxicologie.
D'après le Journal Citation Reports, le facteur d'impact de ce journal était de 3,621 en 2014. Les actuels directeurs de publication sont H.W.J. Marquard et K.B. Wallace.